# إيلين ماير
إيلين ماير (بالإنجليزية: Ilene Meyer)‏ هي فنانة أمريكية، ولدت في 30 ديسمبر 1939 في سياتل في الولايات المتحدة، وتوفيت في 3 يونيو 2009 في غيغ هاربور في الولايات المتحدة.

## وصلات خارجية
- الموقع الرسمي